# Fundania (cràter)
Fundania és un cràter amb coordenades planetocèntriques de 60.91 ° de latitud nord i 290.92 ° de longitud est, sobre la superfície de l'asteroide del cinturó principal (4) Vesta. Fa 29.23 km de diàmetre. El nom adoptat com a oficial per la UAI el cinc de febrer de 2014. i fa referència a Annia Fundania Faustina, una noble romana.